# This Is Us (album des Backstreet Boys)
Albums de Backstreet Boys
Unbreakable
(2007) NKOTBSB
(2013)
Singles
1. Straight Through My Heart
Sortie : 27 août 2009
2. Bigger
Sortie : 14 décembre 2009

This Is Us est le septième (aux Etats-Unis le sixième) album studio du boys band américain Backstreet Boys, sorti en october 2009.
L'album a débuté à la 39e place du hit-parade britannique (pour la semaine du 11 au 17 octobre 2009) et à la 7e place du classement des albums du magazine américain Billboard, le Billboard 200 (pour la semaine du 24 octobre),.

## Liste des pistes
| No  | Titre                            | Auteur                                                                         | Producteur(s)                          | Durée |
| --- | -------------------------------- | ------------------------------------------------------------------------------ | -------------------------------------- | ----- |
| 1.  | Straight Through My Heart        | Nadir Khayat, Bilal Hajji, Novel Jannusi, AJ Jannusi, Kinnda Hamid             | RedOne                                 | 3:27  |
| 2.  | Bigger                           | Max Martin, Shellback, Tiffany Amber                                           | Martin, Shellback                      | 3:15  |
| 3.  | Bye Bye Love                     | Soulshock and Karlin, Claude Kelly                                             | Soulshock & Karlin                     | 4:20  |
| 4.  | All of Your Life (You Need Love) | RedOne, Charles Hinshaw, Jr.                                                   | RedOne                                 | 3:55  |
| 5.  | If I Knew Then                   | Kenneth Karlin, Carsten Schack, Claude Kelly                                   | Soulshock & Karlin                     | 3:16  |
| 6.  | This Is Us                       | Jordan Omley, Michael Mani, James Scheffer, Frank Romano, Howie Dorough        | Jim Jonsin, Jordan Omley, Michael Mani | 3:03  |
| 7.  | PDA                              | Printz Board, Mario "Tex" James                                                | Printz Board                           | 3:48  |
| 8.  | Masquerade                       | Busbee, Brian Kennedy, Alex James, Antwoine Collins                            | Brian Kennedy, Collins                 | 3:03  |
| 9.  | She's a Dream                    | Nick Carter, T-Pain, Howie Dorough, Brian Littrell, A. J. McLean, Daen Simmons | T-Pain, Mr. Pyro                       | 3:58  |
| 10. | Shattered                        | Jordan "infinity" Suecof, Tiyon "TC" Mack, Chad "C-Note" Roper, Daryl Camper   | Emanuel Kiriakou                       | 3:53  |
| 11. | Undone                           | Troy Johnson, Ryan Tedder, Josh Hoge                                           | Johnson, Tedder                        | 4:14  |

| 12. | Helpless (featuring Pitbull) | Jordan Omley, James Scheffer, Frank Romano, Michael Mani, Armando Perez | Jim Jonsin | 3:31 |

| 12. | International Luv                                      | Nick Carter, T-Pain, Howie Dorough, Brian Littrell, A. J. McLean | T-Pain | 3:17 |
| 13. | Straight Through My Heart (Jason Nevins Mixshow Remix) |                                                                  |        | 5:35 |